# Cystopteris stipellata
Cystopteris stipellata là một loài thực vật có mạch trong họ Woodsiaceae. Loài này được (T. Moore) Alderw. miêu tả khoa học đầu tiên năm 1911.